# ニードルガー
ニードルガー ( 学名: Xenentodon cancila )はダツ科に属する淡水魚の一種である。
主に河川に生息するが、池や運河などでも見られる。また、稀に汽水域・海域にも出現する。

## 名称
needlefish、silver needlefish、Asian freshwater needlefish 、needlenose halfbeak、freshwater garなどの名で取引される。名前に「ガー」とあるが、ガー目とは無縁の魚である。

## 分布
南アジアから東南アジアにかけて広い分布域を持ち、インド、スリランカ、マレー半島に及ぶ。

## 形態
他のダツ科魚類と同様に、細長い体と、歯の並んだ長い両顎を持つ。背鰭、尻鰭は後方に位置し、尾鰭に接近する。体色は銀緑色で、背面は暗く腹面は明るい。体側に暗い帯が1本走る。僅かな性的二形が認められ、雄は背鰭、尻鰭の縁が黒い。

## 食性
肉食性捕食者である。魚類、カエルを食べるとする資料もあるが、野外では主に甲殻類を食べる。

## 繁殖
卵生である。<水槽内では産卵は午前中に行われ、少数の卵を水草の間に産み付ける卵は直径3.5mm程度で、20mm程度の粘着糸で水草の葉に接着される。10日程で12mm程度の稚魚が孵化する。生まれた時点から、グラミーの稚魚なども含む生き餌を食べる。

## 人との関連
中小漁業で漁獲される。また、観賞魚として取引される。

### 飼育
ニードルガーは家庭の水槽でも飼育可能な、数少ないダツ科魚類である。欧州では1910年ごろから飼育されており、1963年には、オーストリアの Biological Station Wilhelminenberg が飼育下繁殖に成功した。比較的大きく、神経質で生き餌を好むため飼育の難易度は高い。海水魚と誤解され、飼育水に塩が加えられることもあったが、この魚は完全な淡水で問題なく飼育できる。

### 危険性
水面からの飛び出しに殺傷力があると言われることもあるが、魚類学者は否定している。また、人に噛み付くことがある。